# Temporada 2016 del Campeonato del Mundo de Moto2
La temporada 2016 del campeonato del mundo de Moto2 es parte de la 68.ª edición del Campeonato del Mundo de Motociclismo.

## Calendario
El calendario está formado por un total de 18 carreras, disputadas en 15 países distintos.
| Ronda | Fecha            | Gran Premio                                         | Circuito                                              |
| ----- | ---------------- | --------------------------------------------------- | ----------------------------------------------------- |
| 1     | 20 de marzo      | Commercial Bank Grand Prix of Catar                 | Circuito Internacional de Losail, Doha                |
| 2     | 3 de abril       | Gran Premio de la República Argentina               | Autódromo Termas de Río Hondo, Santiago del Estero    |
| 3     | 10 de abril      | Gran Premio de las Américas                         | Circuito de las Américas, Austin                      |
| 4     | 24 de abril      | Gran Premio bwin de España                          | Circuito de Jerez, Jerez de la Frontera               |
| 5     | 8 de mayo        | Grand Prix de France                                | Le Mans Bugatti, Maine                                |
| 6     | 22 de mayo       | Gran Premio d'Italia                                | Circuito de Mugello, Mugello                          |
| 7     | 5 de junio       | Gran Premi de Catalunya                             | Circuito de Barcelona-Cataluña, Montmeló              |
| 8     | 26 de junio      | TT Assen                                            | Circuito de Assen, Assen                              |
| 9     | 10 de julio      | Motorrad Grand Prix Deutschland                     | Sachsenring, Hohenstein-Ernstthal                     |
| 10    | 14 de agosto     | Austrian Grand Prix                                 | Red Bull Ring, Spielberg                              |
| 11    | 21 de agosto     | Grand Prix České republiky                          | Autódromo de Brno, Brno                               |
| 12    | 4 de septiembre  | British Grand Prix                                  | Circuito de Silverstone, Silverstone                  |
| 13    | 11 de septiembre | Gran Premio di San Marino e della Riviera di Rimini | Circuito de Misano Marco Simoncelli, Misano Adriatico |
| 14    | 25 de septiembre | Gran Premio de Aragón                               | Motorland Aragón, Alcañiz                             |
| 15    | 16 de octubre    | Grand Prix of Japan                                 | Twin Ring Motegi, Motegi                              |
| 16    | 23 de octubre    | Australian Grand Prix                               | Circuito de Phillip Island, Phillip Island            |
| 17    | 30 de octubre    | Malaysian Motorcycle Grand Prix                     | Circuito Internacional de Sepang, Selangor            |
| 18    | 13 de noviembre  | Gran Premio de la Comunitat Valenciana              | Circuito Ricardo Tormo, Valencia                      |

## Pilotos y equipos
La Federación Internacional de Motociclismo anunció el 7 de noviembre de 2015 los equipos y pilotos para la temporada 2016.
| Equipo                                           | Constructor   | Moto               | N.º | Piloto              | Rondas       |
| ------------------------------------------------ | ------------- | ------------------ | --- | ------------------- | ------------ |
| Sports-Millions-Emwe-SAG SAG Team                | Kalex         | Kalex Moto2        | 2   | Jesko Raffin        | Todas        |
| Sports-Millions-Emwe-SAG SAG Team                | Kalex         | Kalex Moto2        | 39  | Luis Salom†         | 1–7          |
| AGR Team                                         | Kalex         | Kalex Moto2        | 4   | Steven Odendaal     | 14           |
| AGR Team                                         | Kalex         | Kalex Moto2        | 23  | Marcel Schrötter    | Todas        |
| AGR Team                                         | Kalex         | Kalex Moto2        | 49  | Axel Pons           | Todas        |
| Ajo Motorsport Academy                           | Kalex         | Kalex Moto2        | 5   | Johann Zarco        | Todas        |
| Ajo Motorsport Academy                           | Kalex         | Kalex Moto2        | 45  | Tetsuta Nagashima   | 14–15        |
| Forward Team                                     | Kalex         | Kalex Moto2        | 7   | Lorenzo Baldassarri | Todas        |
| Forward Team                                     | Kalex         | Kalex Moto2        | 10  | Luca Marini         | Todas        |
| JPMoto Malaysia                                  | Suter         | Suter MMX2         | 8   | Efrén Vázquez       | 1–3          |
| JPMoto Malaysia                                  | Suter         | Suter MMX2         | 69  | Danny Eslick        | 5            |
| JPMoto Malaysia                                  | Suter         | Suter MMX2         | 88  | Ricard Cardús       | 6            |
| Dynavolt Intact GP                               | Kalex         | Kalex Moto2        | 11  | Sandro Cortese      | Todas        |
| Dynavolt Intact GP                               | Kalex         | Kalex Moto2        | 94  | Jonas Folger        | Todas        |
| Garage Plus Interwetten CarXpert Interwetten     | Kalex         | Kalex Moto2        | 12  | Thomas Lüthi        | Todas        |
| Garage Plus Interwetten CarXpert Interwetten     | Kalex         | Kalex Moto2        | 27  | Iker Lecuona        | 12–13, 15–18 |
| Garage Plus Interwetten CarXpert Interwetten     | Kalex         | Kalex Moto2        | 70  | Robin Mulhauser     | Todas        |
| Garage Plus Interwetten CarXpert Interwetten     | Kalex         | Kalex Moto2        | 77  | Dominique Aegerter  | 1–11, 14     |
| Idemitsu Honda Team Asia                         | Kalex         | Kalex Moto2        | 14  | Ratthapark Wilairot | 1–7, 9–18    |
| Idemitsu Honda Team Asia                         | Kalex         | Kalex Moto2        | 30  | Takaaki Nakagami    | Todas        |
| Promoto Sport                                    | TransFIORmers | TBA                | 16  | Hugo Clere          | 18           |
| QMMF Racing Team                                 | Speed Up      | Speed Up SF16      | 19  | Xavier Siméon       | Todas        |
| QMMF Racing Team                                 | Speed Up      | Speed Up SF16      | 60  | Julián Simón        | Todas        |
| Leopard Racing                                   | Kalex         | Kalex Moto2        | 20  | Alessandro Nocco    | 16–17        |
| Leopard Racing                                   | Kalex         | Kalex Moto2        | 44  | Miguel Oliveira     | 1–15, 18     |
| Leopard Racing                                   | Kalex         | Kalex Moto2        | 52  | Danny Kent          | Todas        |
| EG 0,0 Marc VDS                                  | Kalex         | Kalex Moto2        | 21  | Franco Morbidelli   | Todas        |
| EG 0,0 Marc VDS                                  | Kalex         | Kalex Moto2        | 73  | Álex Márquez        | Todas        |
| Federal Oil Gresini Moto2                        | Kalex         | Kalex Moto2        | 22  | Sam Lowes           | Todas        |
| Speed Up                                         | Speed Up      | Speed Up SF16      | 24  | Simone Corsi        | Todas        |
| Tech 3 Racing                                    | Tech 3        | Tech 3 Mistral 610 | 32  | Isaac Viñales       | Todas        |
| Tech 3 Racing                                    | Tech 3        | Tech 3 Mistral 610 | 97  | Xavi Vierge         | Todas        |
| Tasca Racing Scuderia Moto2                      | Kalex         | Kalex Moto2        | 33  | Alessandro Tonucci  | 1–6          |
| Tasca Racing Scuderia Moto2                      | Kalex         | Kalex Moto2        | 87  | Remy Gardner        | 7–18         |
| Páginas Amarillas HP 40                          | Kalex         | Kalex Moto2        | 40  | Álex Rins           | Todas        |
| Páginas Amarillas HP 40                          | Kalex         | Kalex Moto2        | 57  | Edgar Pons          | 1–2, 4, 6–18 |
| Team Ciatti                                      | Kalex         | Kalex Moto2        | 42  | Federico Fuligni    | 4, 6, 13, 18 |
| Italtrans Racing Team                            | Kalex         | Kalex Moto2        | 54  | Mattia Pasini       | Todas        |
| Petronas Raceline Malaysia Petronas AHM Malaysia | Kalex         | Kalex Moto2        | 55  | Hafizh Syahrin      | Todas        |
| Petronas Raceline Malaysia Petronas AHM Malaysia | Kalex         | Kalex Moto2        | 93  | Ramdan Rosli        | 7, 16–17     |
| Japan-GP2                                        | Kalex         | Kalex Moto2        | 63  | Naomichi Uramoto    | 15           |
| Team Taro Plus One                               | TSR           | TBA                | 84  | Taro Sekiguchi      | 15           |
| NTS T.Pro Project                                | NTS           | TBA                | 89  | Alan Techer         | 14           |
| Montáže Brož Racing Team                         | Suter         | Suter MMX2         | 95  | Anthony West        | 11           |

| Leyenda             | Leyenda |
| ------------------- | ------- |
| Piloto titular      |         |
| Piloto invitado     |         |
| Piloto de reemplazo |         |

## Resultados y clasificación

### Grandes Premios
| Ronda | Gran Premio                                             | Pole position    | Vuelta rápida     | Piloto ganador      | Constructor ganador |
| ----- | ------------------------------------------------------- | ---------------- | ----------------- | ------------------- | ------------------- |
| 1     | Commercial Bank Grand Prix of Catar                     | Jonas Folger     | Sam Lowes         | Thomas Lüthi        | Kalex               |
| 2     | Gran Premio Motul de la República Argentina             | Sam Lowes        | Johann Zarco      | Johann Zarco        | Kalex               |
| 3     | Red Bull Grand Prix of the Americas                     | Álex Rins        | Sam Lowes         | Álex Rins           | Kalex               |
| 4     | Gran Premio Red Bull de España                          | Sam Lowes        | Álex Rins         | Sam Lowes           | Kalex               |
| 5     | Monster Energy Grand Prix de France                     | Thomas Lüthi     | Álex Rins         | Álex Rins           | Kalex               |
| 6     | Gran Premio d'Italia TIM                                | Sam Lowes        | Thomas Lüthi      | Johann Zarco        | Kalex               |
| 7     | Gran Premi Monster Energy de Catalunya                  | Johann Zarco     | Johann Zarco      | Johann Zarco        | Kalex               |
| 8     | Motul TT Assen                                          | Thomas Lüthi     | Takaaki Nakagami  | Takaaki Nakagami    | Kalex               |
| 9     | GoPro Motorrad Grand Prix Deutschland                   | Takaaki Nakagami | Xavier Siméon     | Johann Zarco        | Kalex               |
| 10    | NeroGiardini Motorrad Grand Prix von Österreich         | Johann Zarco     | Johann Zarco      | Johann Zarco        | Kalex               |
| 11    | HJC Helmets Grand Prix České republiky                  | Johann Zarco     | Jonas Folger      | Jonas Folger        | Kalex               |
| 12    | OCTO British Grand Prix                                 | Sam Lowes        | Thomas Lüthi      | Thomas Lüthi        | Kalex               |
| 13    | Gran Premio TIM di San Marino e della Riviera di Rimini | Johann Zarco     | Álex Rins         | Lorenzo Baldassarri | Kalex               |
| 14    | Gran Premio Movistar de Aragón                          | Sam Lowes        | Franco Morbidelli | Sam Lowes           | Kalex               |
| 15    | Motul Grand Prix of Japan                               | Johann Zarco     | Franco Morbidelli | Thomas Lüthi        | Kalex               |
| 16    | Michelin Australian Grand Prix                          | Thomas Lüthi     | Franco Morbidelli | Thomas Lüthi        | Kalex               |
| 17    | Shell Malaysia Motorcycle Grand Prix                    | Johann Zarco     | Luca Marini       | Johann Zarco        | Kalex               |
| 18    | Gran Premio Motul de la Comunidad Valenciana            | Johann Zarco     | Johann Zarco      | Johann Zarco        | Kalex               |

### Clasificación de pilotos
Sistema de puntuación
Los puntos se reparten entre los quince primeros clasificados en acabar la carrera. 
Sistema de puntuación de 1993 hasta 2022:
| Posición | 1.º | 2.º | 3.º | 4.º | 5.º | 6.º | 7.º | 8.º | 9.º | 10.º | 11.º | 12.º | 13.º | 14.º | 15.º |
| Puntos   | 25  | 20  | 16  | 13  | 11  | 10  | 9   | 8   | 7   | 6    | 5    | 4    | 3    | 2    | 1    |

| Pos | Piloto              | Moto          | QAT | ARG | AME | ESP | FRA | ITA | CAT | NED | GER | AUT | CZE | GBR | RSM | ARA | JPN | AUS | MAL | VAL | Pts |
| --- | ------------------- | ------------- | --- | --- | --- | --- | --- | --- | --- | --- | --- | --- | --- | --- | --- | --- | --- | --- | --- | --- | --- |
| 1   | Johann Zarco        | Kalex         | 12  | 1   | 3   | 5   | 24  | 1   | 1   | 2   | 1   | 1   | 11  | 22  | 4   | 8   | 2   | 12  | 1   | 1   | 276 |
| 2   | Thomas Lüthi        | Kalex         | 1   | 7   | 7   | 6   | 3   | 4   | 5   | Ret | Ret | 4   | DNS | 1   | 6   | 4   | 1   | 1   | 6   | 2   | 234 |
| 3   | Álex Rins           | Kalex         | 8   | 4   | 1   | 3   | 1   | 7   | 2   | 6   | Ret | 3   | 2   | 7   | 2   | 6   | 20  | Ret | 14  | 5   | 214 |
| 4   | Franco Morbidelli   | Kalex         | 7   | 25  | 14  | 4   | 4   | 8   | 11  | 3   | Ret | 2   | 8   | 2   | 5   | 3   | 3   | 2   | 2   | 3   | 213 |
| 5   | Sam Lowes           | Kalex         | 9   | 2   | 2   | 1   | 6   | 3   | 6   | 4   | Ret | Ret | 3   | 21  | Ret | 1   | Ret | Ret | Ret | 4   | 175 |
| 6   | Takaaki Nakagami    | Kalex         | 14  | 9   | 15  | 7   | 5   | 9   | 3   | 1   | 11  | 7   | Ret | 3   | 3   | 5   | 4   | 5   | 21  | 6   | 169 |
| 7   | Jonas Folger        | Kalex         | Ret | 3   | 5   | 2   | Ret | 15  | 7   | 10  | 2   | 26  | 1   | 5   | 8   | 10  | Ret | 6   | 3   | 8   | 167 |
| 8   | Lorenzo Baldassarri | Kalex         | DNS | 13  | 23  | 17  | 17  | 2   | 14  | 5   | 5   | 8   | 16  | 6   | 1   | 7   | Ret | 4   | 4   | 14  | 127 |
| 9   | Hafizh Syahrin      | Kalex         | 4   | 6   | 16  | 11  | 8   | 5   | 4   | Ret | 7   | 21  | 6   | 4   | 7   | 14  | 13  | Ret | 5   | 15  | 118 |
| 10  | Simone Corsi        | Speed Up      | 3   | 20  | 6   | Ret | 2   | 12  | Ret | 7   | Ret | Ret | 19  | 8   | Ret | 9   | 6   | 7   | 11  | 11  | 103 |
| 11  | Mattia Pasini       | Kalex         | 16  | 10  | 17  | 12  | 16  | Ret | 12  | 19  | 4   | 13  | 4   | 9   | 16  | 12  | 7   | Ret | 23  | 7   | 72  |
| 12  | Dominique Aegerter  | Kalex         | 5   | 5   | 4   | 8   | 13  | 10  | Ret | 9   | 10  | 10  | 17  |     |     | 22  |     |     |     |     | 71  |
| 13  | Álex Márquez        | Kalex         | Ret | Ret | 11  | Ret | Ret | 16  | 18  | 8   | Ret | 6   | 5   | 25  | 10  | 2   | Ret | DNS | 7   | Ret | 69  |
| 14  | Marcel Schrötter    | Kalex         | 17  | 11  | 10  | Ret | 14  | 18  | 10  | 13  | Ret | 5   | 18  | 11  | 11  | 15  | 9   | 9   | 20  | 10  | 64  |
| 15  | Sandro Cortese      | Kalex         | 15  | Ret | 12  | Ret | DNS | 11  | Ret | 12  | 15  | 11  | 23  | 12  | 9   | 13  | 5   | 3   | 17  | Ret | 61  |
| 16  | Axel Pons           | Kalex         | Ret | 8   | 22  | Ret | 7   | 6   | 9   | Ret | Ret | 9   | Ret | 10  | Ret | 16  | Ret | 8   | Ret | Ret | 55  |
| 17  | Xavier Siméon       | Speed Up      | Ret | 12  | 8   | 10  | 11  | DNS | Ret | 11  | Ret | 23  | 15  | 16  | Ret | 11  | 10  | 11  | 15  | 16  | 46  |
| 18  | Julián Simón        | Speed Up      | Ret | 19  | 9   | DNS | Ret | 17  | 13  | 16  | 3   | 15  | 13  | 14  | Ret | 21  | 8   | Ret | DNS | 23  | 40  |
| 19  | Luis Salom †        | Kalex         | 2   | 15  | 13  | 9   | 10  | Ret | DNS |     |     |     |     |     |     |     |     |     |     |     | 37  |
| 20  | Xavi Vierge         | Tech 3        | Ret | 14  | 20  | Ret | 15  | Ret | 20  | 17  | Ret | 16  | 12  | 13  | 12  | 17  | 11  | 10  | 8   | 12  | 37  |
| 21  | Miguel Oliveira     | Kalex         | 11  | 21  | Ret | Ret | 9   | 13  | 8   | 15  | Ret | 14  | 9   | Ret | 17  | DNS | DNS |     |     | 13  | 36  |
| 22  | Danny Kent          | Kalex         | 6   | 16  | Ret | Ret | 19  | 14  | Ret | 14  | DNS | 12  | 7   | 15  | Ret | 29  | Ret | Ret | 18  | 9   | 35  |
| 23  | Luca Marini         | Kalex         | 10  | 18  | Ret | 16  | 12  | Ret | Ret | Ret | 6   | 17  | Ret | Ret | 13  | 25  | 12  | 16  | 9   | 22  | 34  |
| 24  | Isaac Viñales       | Tech 3        | 19  | 24  | 18  | 13  | 20  | 24  | 16  | 21  | 9   | 18  | 14  | Ret | Ret | 28  | 15  | DNS | 10  | Ret | 19  |
| 25  | Jesko Raffin        | Kalex         | 18  | 23  | 21  | 14  | 23  | 26  | DNS | 18  | 8   | 24  | 24  | 17  | 15  | 20  | 17  | 13  | 16  | 17  | 14  |
| 26  | Remy Gardner        | Kalex         |     |     |     |     |     |     | 15  | 20  | 12  | 19  | 21  | 20  | 19  | 19  | 19  | Ret | 13  | 18  | 8   |
| 27  | Anthony West        | Suter         |     |     |     |     |     |     |     |     |     |     | 10  |     |     |     |     |     |     |     | 6   |
| 28  | Ratthapark Wilairot | Kalex         | 13  | 17  | 19  | Ret | 21  | 22  | Ret |     | Ret | 22  | 25  | 18  | 14  | 26  | 18  | 15  | 24  | 20  | 6   |
| 29  | Ramdan Rosli        | Kalex         |     |     |     |     |     |     | 19  |     |     |     |     |     |     |     |     | 18  | 12  |     | 4   |
| 30  | Robin Mulhauser     | Kalex         | 20  | 22  | Ret | 15  | 18  | 21  | 21  | 22  | 13  | 25  | 22  | 24  | 20  | 27  | Ret | 17  | Ret | 21  | 4   |
| 31  | Edgar Pons          | Kalex         | Ret | DNS |     | DNS |     | 23  | 17  | 23  | 14  | 20  | 20  | 23  | Ret | 24  | 16  | 14  | 19  | 19  | 4   |
| 32  | Tetsuta Nagashima   | Kalex         |     |     |     |     |     |     |     |     |     |     |     |     |     | 23  | 14  |     |     |     | 2   |
|     | Federico Fuligni    | Kalex         |     |     |     | 18  |     | 20  |     |     |     |     |     |     | 18  |     |     |     |     | Ret | 0   |
|     | Steven Odendaal     | Kalex         |     |     |     |     |     |     |     |     |     |     |     |     |     | 18  |     |     |     |     | 0   |
|     | Alessandro Tonucci  | Kalex         | 21  | 27  | 24  | 19  | 22  | 25  |     |     |     |     |     |     |     |     |     |     |     |     | 0   |
|     | Iker Lecuona        | Kalex         |     |     |     |     |     |     |     |     |     |     |     | 19  | 21  |     | Ret | Ret | 22  | 24  | 0   |
|     | Ricard Cardús       | Suter         |     |     |     |     |     | 19  |     |     |     |     |     |     |     |     |     |     |     |     | 0   |
|     | Naomichi Uramoto    | Kalex         |     |     |     |     |     |     |     |     |     |     |     |     |     |     | 21  |     |     |     | 0   |
|     | Efrén Vázquez       | Suter         | 22  | 26  | DNS |     |     |     |     |     |     |     |     |     |     |     |     |     |     |     | 0   |
|     | Taro Sekiguchi      | TSR           |     |     |     |     |     |     |     |     |     |     |     |     |     |     | 22  |     |     |     | 0   |
|     | Danny Eslick        | Suter         |     |     |     |     | 25  |     |     |     |     |     |     |     |     |     |     |     |     |     | 0   |
|     | Alessandro Nocco    | Kalex         |     |     |     |     |     |     |     |     |     |     |     |     |     |     |     | Ret | Ret |     | 0   |
|     | Hugo Clere          | TransFIORmers |     |     |     |     |     |     |     |     |     |     |     |     |     |     |     |     |     | Ret | 0   |
|     | Alan Techer         | NTS           |     |     |     |     |     |     |     |     |     |     |     |     |     | Ret |     |     |     |     | 0   |
| Pos | Piloto              | Moto          | QAT | ARG | AME | ESP | FRA | ITA | CAT | NED | GER | AUT | CZE | GBR | RSM | ARA | JPN | AUS | MAL | VAL | Pts |

| Color     | Resultado                                                               |
| --------- | ----------------------------------------------------------------------- |
| Oro       | Ganador                                                                 |
| Plata     | 2.ª plaza                                                               |
| Bronce    | 3.ª plaza                                                               |
| Verde     | Finalizó en los puntos                                                  |
| Azul      | Finalizó sin puntos                                                     |
| Azul      | NC - No clasificado                                                     |
| Violeta   | Ret - No terminó (Carrera)                                              |
| Rojo      | DNQ - No se clasificó                                                   |
| Negro     | DSQ - Descalificado                                                     |
| Blanco    | DNS - No empezó (carrera)                                               |
| Blanco    | WD - Retirado (fin de semana)                                           |
| Blanco    | C - Carrera cancelada                                                   |
| Sin color | DNP - Inscrito pero no participó                                        |
| Sin color | INJ - Lesionado                                                         |
| Sin color | EX - Excluido                                                           |
| Estado    | Resultado                                                               |
| Negrita   | Pole position                                                           |
| Cursiva   | Vuelta rápida                                                           |
| †         | Abandona, pero clasifica al completar el porcentaje requerido para ello |

### Clasificación constructores
| Pos | Constructor   | QAT | ARG | AME | ESP | FRA | ITA | CAT | NED | GER | AUT | CZE | GBR | RSM | ARA | JPN | AUS | MAL | VAL | Pts |
| --- | ------------- | --- | --- | --- | --- | --- | --- | --- | --- | --- | --- | --- | --- | --- | --- | --- | --- | --- | --- | --- |
| 1   | Kalex         | 1   | 1   | 1   | 1   | 1   | 1   | 1   | 1   | 1   | 1   | 1   | 1   | 1   | 1   | 1   | 1   | 1   | 1   | 450 |
| 2   | Speed Up      | 3   | 12  | 6   | 10  | 2   | 12  | 13  | 7   | 3   | 15  | 13  | 8   | Ret | 9   | 6   | 7   | 11  | 11  | 136 |
| 3   | Tech 3        | 19  | 14  | 18  | 13  | 15  | 24  | 16  | 17  | 9   | 16  | 12  | 13  | 12  | 17  | 11  | 10  | 8   | 12  | 47  |
| 4   | Suter         | 22  | 26  | DNS |     | 25  | 19  |     |     |     |     | 10  |     |     |     |     |     |     |     | 6   |
|     | TSR           |     |     |     |     |     |     |     |     |     |     |     |     |     |     | 22  |     |     |     | 0   |
|     | TransFIORmers |     |     |     |     |     |     |     |     |     |     |     |     |     |     |     |     |     | Ret | 0   |
|     | NTS           |     |     |     |     |     |     |     |     |     |     |     |     |     | Ret |     |     |     |     | 0   |
| Pos | Constructor   | QAT | ARG | AME | ESP | FRA | ITA | CAT | NED | GER | AUT | CZE | GBR | RSM | ARA | JPN | AUS | MAL | VAL | Pts |